# Cloudian
Cloudian es una empresa de almacenamiento definido por software (SDS) basado en San Mateo, California, fundada en 2011. Desarrolla software para almacenamiento de objetos y en la nube.

## Historia
Cloudian se formó originalmente a partir de una empresa llamada Gemini Mobile Technologies y luego se relanzó en 2011. En 2014, TechCrunch informó que había recaudado 24 millones de dólares de inversores que incluían a Intel y la Red Corporativa de Innovación de Japón. En marzo de 2018, Cloudian adquirió Infinity Storage, una empresa de software italiana. Más tarde ese año, TechCrunch informó una inversión de 94 millones de dólares en Cloudian por parte de empresas que incluían a Goldman Sachs. En junio de 2024 recibió una inversión adicional de 60 millones de dólares.
Cloudian se asoció con fabricantes de hardware y proveedores de servicios en la nube, incluidos Amazon Web Services, Lenovo, y Supermicro.

## Productos
Los productos de Cloudian incluyen HyperStore, una alternativa de almacenamiento definida por software a los servicios basados en la nube, diseñada para ejecutarse en hardware básico. Es compatible con el servicio S3 de Amazon Web Services. En febrero de 2024, la empresa lanzó la versión 8 de HyperStore, unificando sus productos de datos de objetos y archivos. En 2024, Cloudian colaboró con Nvidia para proporcionar funcionalidad entre el almacenamiento de objetos de HyperStore y las unidades de procesamiento gráfico de Nvidia.
Cloudian lanzó HyperIQ en 2020, un sistema de monitoreo del rendimiento y el uso del almacenamiento. HyperIQ se actualizó en 2021 para admitir la administración de múltiples grupos de almacenamiento.
En 2022, se lanzó HyperBalance, que proporciona un equilibrador de carga para el tráfico S3.
Cloudian posee patentes estadounidenses relacionadas con la nube híbrida, el almacenamiento de objetos y la gestión jerárquica de datos.
Cloudian se asoció con VMware en 2024.

## Adopción
Las organizaciones con implementaciones de Cloudian incluyen PostFinance, Rabobank, y Vox Media. Su sistema HyperStore ha sido utilizado por NEC y la Universidad de Osaka para aplicaciones informáticas de alto rendimiento. En julio de 2023, la Biblioteca Nacional de Medicina de los Estados Unidos (que opera bajo los Institutos Nacionales de Salud ) adjudicó un contrato de cinco años para los sistemas y suscripciones de Cloudian HyperStore.

## Recepción
Cloudian ha recibido evaluaciones tanto positivas como negativas de partes independientes. Gartner reconoció a Cloudian con el premio "Customer's Choice" en 2022 por sus sistemas de archivos distribuidos y almacenamiento de objetos, su tercer año consecutivo recibiendo el premio. Sin embargo, la empresa fue excluida de la comparación de Gartner en octubre de 2024, debido a que no cumplía con los criterios de inclusión de "una plataforma única para cargas de trabajo de archivos y objetos".  Antes de ser excluida, Cloudian había sido categorizada como "Challenger" en el "Cuadrante Mágico de Gartner", detrás de empresas como NetApp, VAST Data, Hitachi Vantara y Huawei, así como detrás de "líderes" como IBM, Dell Technologies, Pure Storage, Scality y Qumulo.
Cloudian ha sido evaluado como proveedor de almacenamiento de objetos por Gigaom, Coladgo Research, y Gartner. En 2020, la revista CRN reconoció a Cloudian entre los que hay que tener en cuenta en su revisión de almacenamiento definido por software .